# Třída Oden
Třída Oden byla třída pobřežních bitevních lodí švédského námořnictva. Postaveny byly celkem tři jednotky této třídy. Ve službě byly v letech 1897–1899. V letech 1942–1945 byly sešrotovány.

## Stavba
Celkem byly v letech 1894–1899 postaveny tři jednotky této třídy. Do stavby byly zapojeny loděnice Bergsund ve Stockholmu a Lindholmen v Göteborgu.
Jednotky třídy Oden:
| Jméno | Loděnice   | Založení kýlu | Spuštěna | Vstup do služby | Osud                                                    |
| ----- | ---------- | ------------- | -------- | --------------- | ------------------------------------------------------- |
| Oden  | Bergsund   | 1894          | 1896     | 8. června 1897  | Vyřazena, sešrotována.                                  |
| Thor  | Bergsund   | 1896          | 1898     | 29. června 1899 | Od roku 1906 využívána jako cvičná loď, sešrotována     |
| Niord | Lindholmen | 1896          | 1898     | 23. února 1899  | Od roku 1922 využívána jako ubytovací hulk, sešrotována |

## Konstrukce

### Oden

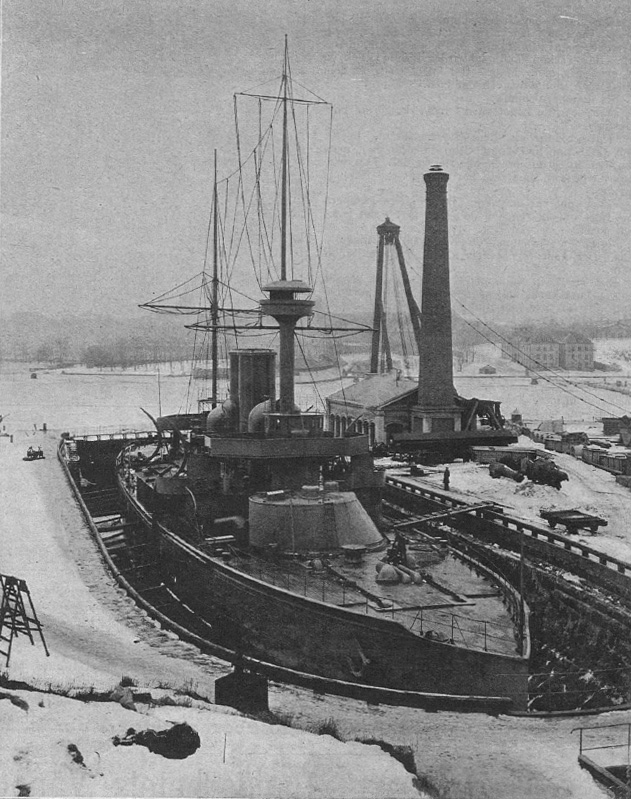
Thor

Hlavní výzbroj tvořily dva 254mm kanóny umístěné v dělové věži na přídi, které doplňovaly čtyři 120mm kanóny v kasematách. Dále plavidlo neslo čtyři 57mm kanóny, šest 47mm kanónů, dva 25mm kanóny a jeden příďový 450mm torpédomet. Pohonný systém tvořilo šest kotlů, které dodávaly páru dvěma parním strojům s trojnásobnou expanzí o výkonu 5350 hp, pohánějícím dva lodní šrouby. Nejvyšší rychlost dosahovala 16,5 uzlu. Dosah byl 2000 námořních mil při rychlosti 10 uzlů.

### ThoraNiord

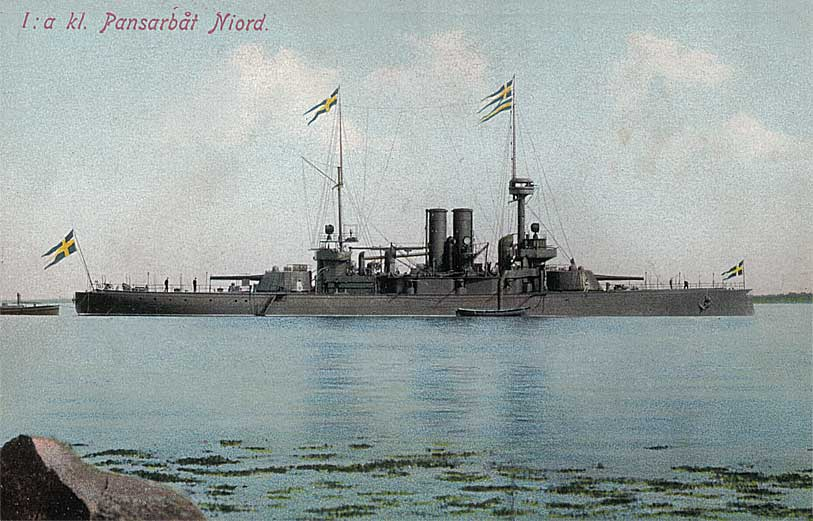
Niord

Hlavní výzbroj tvořily dva 254mm kanóny umístěné v dělové věži na přídi, které doplňovalo šest 120mm kanónů v kasematách. Dále plavidlo neslo deset 57mm kanónů, čtyři 25mm kanóny a jeden příďový 450mm torpédomet. Pohonný systém a výkony zůstaly beze změny.

### Modernizace
Roku 1901 byla sekundární výzbroj bitevní lodě Oden upravena po vzoru jejích sesterských lodí (deset 57mm kanónů a čtyři 25mm kanóny). V letech 1915–1917 byla celá třída modernizována. Zejména byly vyměněny kotle a oba komíny byly spojeny do jednoho.